# 四川省甘孜藏族自治州中级人民法院
四川省甘孜藏族自治州中级人民法院（藏語：སི་ཁྲོན་ཞིང་ཆེན་དཀར་མཛེས་བོད་རིགས་རང་སྐྱོང་ཁུལ་འབྲིང་རིམ་མི་དམངས་ཁྲིམས་ཁང་།）是中华人民共和国四川省甘孜藏族自治州的中级人民法院。

## 沿革
该院于1955年经甘孜藏族自治州人民代表大会批准设立。

## 机构设置

### 审判机构
- 立案庭
- 民一庭
- 民二庭
- 刑一庭
- 刑二庭
- 行政庭
- 审判监督庭
- 执行局

### 其他机构
- 政治部
- 纪检组
- 研究室
- 办公室
- 装备处
- 法警支队
- 技术室

## 历任领导
| 院长 副院长 | 党组书记 |

## 知名案例
- 2007年11月20日，四川省甘孜藏族自治州中级人民法院以煽动颠覆国家政权罪判处荣杰阿扎有期徒刑8年。

## 对应基层人民法院
- 四川省康定市人民法院
- 四川省泸定县人民法院
- 四川省丹巴县人民法院
- 四川省九龙县人民法院
- 四川省雅江县人民法院
- 四川省道孚县人民法院
- 四川省炉霍县人民法院
- 四川省甘孜县人民法院
- 四川省新龙县人民法院
- 四川省德格县人民法院
- 四川省白玉县人民法院
- 四川省石渠县人民法院
- 四川省色达县人民法院
- 四川省理塘县人民法院
- 四川省巴塘县人民法院
- 四川省乡城县人民法院
- 四川省稻城县人民法院
- 四川省得荣县人民法院